# 金田一春彦
金田一 春彦（きんだいち はるひこ、1913年〈大正2年〉4月3日 - 2004年〈平成16年〉5月19日）は、日本の言語学者、国語学者、邦楽研究家。日本語の音韻が専門。国語辞典などの編纂、日本語の方言におけるアクセント研究で知られる。邦楽にも造詣が深く、平曲研究の第一人者。著書に『日本語の特質』(1980年)、『日本語(新版)』(1988年)、『平曲考』(1997年)など。文学博士。栄典は勲三等旭日中綬章、紫綬褒章、瑞宝重光章。
その他の表彰歴として文化功労者、東京都名誉都民など。
父の京助も文学博士で日本学士院会員。長男の真澄も文学博士で慶應義塾大学名誉教授、次男の秀穂は言語学者で杏林大学外国語学部教授、長女の美奈子はフリーライター。従伯父に実業家の勝定がいる。

## 人物・来歴

### 生い立ち
1913年4月3日、東京府東京市本郷区森川町1番地（現在の東京都文京区本郷六丁目10番）にて誕生する。金田一京助と静江（旧姓・林）の間の長男。父からは学問への情熱を、母からは世俗性を受け継いだ。春彦の出生当時、京助は三省堂百科事典の校正係の職を失って無収入であり、一家は経済的にどん底の状態にあった。しかも京助と同郷で懇意にしていた石川啄木（啄木は岩手県南岩手郡日戸村、京助は同郡仁王村の出身）が、新婚時代の金田一家に押しかけて、静江が婚嫁の際に持参した着物などを、勝手に質に入れては流してしまった。そのことを静江から繰り返し聞かされて育った春彦は、後年「石川五右衛門は石川啄木の兄貴か何かであるように思った」と回想した。
1921年4月、最寄の東京市立誠之小学校は、駒込西片町の教養ある家庭の子弟が多く進学校として評判の高い学校だったが、父の京助が住民票を移し忘れた関係で、菊坂町の庶民的な商家の子供が多数を占める東京市立真砂小学校（現在の文京区立本郷小学校）に入学する。翌年、学区内の真砂町23番地（現在の本郷四丁目11番6号）に越す。この学校では国語よりも算術や地理や唱歌に興味を示し、誠之小学校で本居長世から歌唱の指導を受け、頭を撫でてもらったことから、本居の人柄を慕うようになった。4年生のときには、本郷区全体の小学校の唱歌会に真砂小の代表者として出場して独唱する。
この頃、夕食の席で言語学者・佐久間鼎の『国語の発音とアクセント』が話題になっていた時、自らの発音に基づいて佐久間の学説を批判し、京助から喜ばれる。このとき褒められた経験が自信となり、後年アクセントの研究者として一家を成すに至ったという。また、盛岡出身で標準語の発音に疎い京助のため、幼時からインフォーマントとして研究に協力した。
1924年2月、東京府豊多摩郡杉並町成宗三丁目332番地（現在の東京都杉並区成田東四丁目）への転居に伴い、杉並第二小学校に転校する。6年生のとき、童謡教室「阿佐ヶ谷童謡楽園」に通い、当時小学校2年生だった安西愛子（のちのタレント、参議院議員）と知り合う。
1926年4月、東京府立第六中学校（現在の東京都立新宿高等学校）に入学する。折あたかも円本の全盛期であり、芥川龍之介や国木田独歩、谷崎潤一郎、藤森成吉を愛読する。同級に俳優・植村謙郎、昆虫学者・朝比奈正二郎、社会学者・阿閉吉男がいた。苦手科目は物理学と化学だった。体操の教師と折り合いが悪く、鉄道自殺を企てたほど悩み抜き、早く六中から逃げようとして、1930年4月、4年修了で旧制浦和高等学校文科甲類（第一外国語として英語を、第二外国語としてドイツ語を必修とするクラス）に入学する。第一高等学校も選択肢にあったが、当時自宅に寄寓していたアイヌ人の知里真志保（同年に一高を受けて8番で合格）の秀才ぶりに遠慮した結果、一高受験を断念した。苦手な作文が入試科目になかったのも、浦高を受けた大きな理由だった。浦高文甲1年の同級生に劇作家・福田恆存や警視総監・原文兵衛がおり、同学年に衆議院議員・伊東正義（文乙）、山口県知事・田中龍夫（文丙）、作曲家・三木鶏郎こと繁田裕司（文丙）がいた。
入寮の夜、1級上の春日由三（のちNHK編成部長）の「諸君は恋を得よ」という演説に感動し、その影響で4歳下の安西愛子（当時東京府立第五高等女学校1年生）に生涯一度の恋文を送るも、その恋文は愛子の目に触れることなく、代わりに愛子の父安西庫司（小学校長）から懇々と春彦の非を諭した返事が来た。この失恋の件が寮全体に知れ渡り噂になったため、恥ずかしさのあまり学校にほとんど出られなくなり、病気と称して1年生をもう一度やり直すことになった。留年した他の理由は、通常より1年早く4年修了（飛び級）で入学したため自分が人間的に充分成長していないのではないかという不安、倉田百三や阿部次郎や西田幾多郎の著書に代表されるような旧制高校的教養主義への違和感などである。2年の時に丘浅次郎の『進化と人生』を読み、カントやショーペンハウアーといった哲学の非科学性に軽蔑の念を抱く。留年後の同級生である遠山茂樹、市古宙三、板倉勝正は後にそれぞれ日本史・東洋史・西洋史の研究者になり、東京大学で春彦の同僚となった。
金銭的に報われぬ京助の生活を目の当たりにして育ったこと、親の七光りと言われるのを望まなかったこと、学業に関して京助に引け目を感じていたことなどが理由で学者以外の職業に就くことを望んだ末、京助唯一の苦手が音楽であることに着眼して作曲家を志望し、1931年11月に京助の紹介で本居長世の門人となった。なお、同門に藤山一郎こと増永丈夫がいた。安西愛子への失恋体験を題材に、1932年5月の記念祭に際して寮歌『浦和高等学校自治寮音頭』を作詞作曲したこともあるが、本居のピアノ演奏の鮮やかさに接して自らの音楽的才能に絶望したことや、本居から「あれはお父様のあとを継ぐ人だ」と評されたのを人づてに知らされたことが理由となって、同年の夏休みに学者志望へと転じ、京助に向かって「僕もお父さんのような学者になろうと思います」と言ったところ、喜んだ京助から日本語の方言のアクセントに関する服部四郎の論文2篇を渡され通読し、大いなる感銘を受けた。服部が日本全国の方言のアクセントを明らかにしようと志しつつも満州事変勃発によって満蒙語の研究に転じたことを知り、服部がやり残した部分の日本語の方言アクセントを研究しようと計画したが、言語学科を卒業しても就職困難なることを言語学科出身の父から知らされ、国文科志望となった。
1933年、寮を出て埼玉県北足立郡浦和町岸村の母子家庭三上家に下宿する。夢精で汚れた下着を始末に困って押入れに隠しておいたところ、下宿先の未亡人が厭わず洗濯してくれたことが契機となって、女性には毎月月経があること、男性は女性をいたわるべきであることなどを未亡人から教えられ、啓蒙を受ける。この家の長女珠江（当時小学校2年生）は、後に実践女学校を中退してから春彦に嫁した。珠江の亡父三上大一郎（時事新報記者）は、勤皇の志士三宮義胤男爵の庶子である。

### 東大時代と軍隊入隊
1934年、旧制浦和高等学校文科甲類を卒業、東京帝国大学文学部国文学科に入学し、京助を喜ばせた。同年4月10日、高校生活の最後を飾る意図で、埼玉県入間郡の吾野から越生まで単身徒歩旅行をおこなう。同月から杉並の実家に戻り、大学に通う。当時、東京帝国大学言語学科で助教授を務めていた京助と共に家を出て学校に行くことがしばしばあった。藤村作や久松潜一の講義に失望し、橋本進吉の国語学演習に注目したが、講義の準備に手間がかかりすぎたため、3年の時にはこの講義に出席することを断念した。父京助によるアイヌ語の講義も受けた。益するところ最も大きかったのは、邦楽学者・田辺尚雄の講義「日本音楽の理論と歴史」であった。田辺の影響で謡曲を習った時は挫折したものの、音楽（特に邦楽）への学問的関心は生涯失わなかった。さらに、春と夏だけ植物同好会に入り、牧野富太郎の謦咳に接した。
当初は方言学の研究を志していたものの、方言学の論文を書いても就職できないとおもい、日本語の歴史的研究に没頭する。1936年4月、満州より帰国し東京帝国大学講師に就任した服部四郎から直接指導を受けるようになる。卒業論文では、平安時代のアクセントを示す好個の資料である観智院本『類聚名義抄』を題材にして、日本語のアクセントを歴史的に研究した。1937年に東京帝国大学文学部国文学科を卒えて東京帝国大学大学院に進み、埼玉県東部方言のアクセントを調査する。秋に東京方言学会で研究成果を発表したところ、東條操教授から高く評価され、学界での評価の礎を築いた。このころ、田辺を慕って東洋音楽学会に入会する。
1938年4月16日、大学院に籍を置いたまま応召して甲府の歩兵第49連隊に入営、間もなく龍山の歩兵第79連隊に移された。学歴を使い幹部候補生に応募する事をせず、通常の徴兵検査を通し入営した為、二等兵として軍隊生活を送る事となった。兵士としては無能であり、新兵に対する激しいしごきに苦しみ、のちにこの時期を自らの人生で最もつらい半年間だったと回想している。7月、マントー氏反応（現在のツベルクリン反応）を見る注射の痕を意図的に掻き毟り、軍医に結核と誤診させて龍山の陸軍病院に入院する。秋に首尾よく除隊となり、半年ぶりに帰京する。このとき、麻布中学校教諭平山輝男が九州や北陸のアクセント研究を学会で発表していることを知って焦りを持つ。秋に房総半島、冬に伊豆半島下田のアクセントをそれぞれ調査する。
1939年4月、東京帝国大学大学院に再入学。3月には単身伊豆大島に渡り、4月までアクセントを調査する。続いて、静岡県、山梨県、長野県、愛知県、近畿地方、香川県、徳島県、愛媛県などを調査する。傍ら、平家琵琶や仏教歌曲を題材に過去の日本語のアクセントを1年間研究する。この時の研究が、後年（1962年）博士論文の材料となる。

### 国語教師からベストセラー著者へ
1940年4月、東京府立第十中学校（現在の東京都立西高等学校）の国語教師となる（1942年まで）。本来は旧制高校で教える希望を持っていたが、専門分野の特殊性ゆえに叶わなかった。京助からは更なる学業継続を許されていたが、大学院生活に終止符を打つことを決意する。3月には、杉並の実家を出て東京市赤坂区表町の三上家に寄寓する。当時の教え子に実業家・増田通二、実業家・堤清二（詩人・辻井喬）、文芸評論家・小田切進、作曲家・大中恩、建設大臣・水野清がいる。このころ、三省堂の依頼により『明解国語辞典』の標準アクセント表記を担当する。
1942年4月、日華学院に移り、終戦まで中国人に日本語を教える。中国人からの質問には「『知っている』の対義語は何故『知っていない』ではなく『知らない』なのか」など、あまり日本人にはない視点からの問いかけが多く、学問的に大いなる刺激を受けた。これと併行して、大西雅雄の世話で国際学友会に嘱託として勤務する。これらの勤めによる俸給の他、『明解国語辞典』による三省堂からの印税で潤ったため、11月6日、当時17歳の三上珠江と結婚。表町で所帯を持つ。
1944年4月、実践女子専門学校講師として国文法と国語史を担当する（1946年まで）。傍ら、寺川嘉四男の世話でフィリッピン協会に勤務する。フィリピン人やビルマ人やマレー人に日本語を教える。10月、空襲を避けて表町から東京都世田谷区北沢に転居する。近所の言語学者石黒修の勧めで大島正徳『現代実在論の研究』を読み、アメリカの新実在論者たちの言説を知って、哲学に対する従来の侮蔑を翻す。
1945年5月、日華学院が東中野の校舎が爆撃で焼失したため埼玉県秩父郡吉田町の寺に疎開する。8月15日、疎開先の東京都西多摩郡羽村（服部四郎の疎開先の隣家）で終戦を迎える。
1946年4月、文部省国語科嘱託となるも低報酬ゆえに生計立たず、三省堂の平井四郎常務に頼み『明解古語辞典』の編緝の仕事を貰う。同年10月、時枝誠記の世話で東大講師となる（1948年まで）。その後も1951年、1954年、1958年、1961年、1962年、1972年、1973年に東大講師を務めた。
1947年3月3日、浦高時代の級友館野守男（アナウンサー、NHK解説委員）の世話でNHK「ラジオ民衆学校」に出演し、日本語アクセントについて話す（永年にわたるNHKとの関係の始まり）。同年12月、NHK「ことばの研究室」の常任講師となる。
1948年3月、秋山雪雄の世話でNHKアナウンサー養成所講師となる（1977年まで）。書き言葉中心だった旧来の国語学に対し、話し言葉中心の国語学を構想する契機となる。
1949年4月、国立国語研究所研究員。同年2月、NHKアクセント辞典改訂に外部委員として参加する。
1950年2月、自ら監修に携わった三省堂の中学国語教科書『中等国語』が全国一の売上を記録する。
1951年7月、家主の復員に伴い世田谷区北沢の家から追い立てを受け、訴訟になっていたため、『中等国語』の印税を三省堂から前借りして、東京都杉並区西高井戸一丁目（現在の東京都杉並区松庵二丁目）に土地と家屋を購入し転居する。
1952年11月、ラジオ東京のアナウンサー養成所講師となる。当時の教え子に芥川隆行などがいた。同年12月、『中等国語』改訂版が日本全国の中学校の3分の1で採用される。
1953年、三省堂『明解古語辞典』を完成。国立国語研究所を解雇され、4月から名古屋大学助教授となる（1959年まで）。6時間を費やして東京から名古屋まで通勤。将来は東京大学の教授になることを夢見ていた。
1954年5月、国語学会幹事となる。
1956年1月、国際基督教大学講師となる。
1956年11月12日、言語学研究会設立総会で、評議員に選出される。
1957年1月、岩波新書から『日本語』を刊行し、ベストセラーかつロングセラーとなる。
1958年7月、東洋音楽学会理事となる。

### 助教授から教授へ
1959年3月、時枝誠記が東京大学国語学助教授として春彦より3級下の松村明を採用。東大教授になる夢が潰れ、落胆する。同年4月、東京外国語大学助教授となる。以後、名古屋大学では集中講義のみを担当し、事実上、東京外語大の専任となる。
1961年4月、東京外国語大学教授となる。入試委員として国語の試験問題を作成する。
1962年2月3日、論文『邦楽古曲の旋律による国語アクセント史の研究』により東京大学から文学博士の学位を取得する。言語学と邦楽学の双方にわたる内容で、明恵上人作詞作曲と伝える声明の一曲「四座講式」を手がかりに、鎌倉時代の日本語のアクセントを論じた。博士論文審査員は服部四郎。同年6月、NHK用語委員となる。
1963年4月25日、吉展ちゃん誘拐事件が発生する。自宅のテレビで犯人の身代金要求電話の録音を聴き、何気なく「この発音は茨城か栃木か福島だよ」と呟いたところ、珠江夫人がNHKに電話しこの発言を伝えたため、マスコミから正式に取材を受けることになった。春彦は、犯人の録音テープに含まれる「青」や「三番目」という言葉のアクセントや鼻濁音の使用等から「奥羽南部」（宮城県・福島県・山形県）または茨城県・栃木県出身ではないかという推論を新聞に発表している。この記事で春彦は犯人像について「教養の低い人と見られるにもかかわらず（中略）高圧的な言葉遣いをしている」ことから「戦前に軍隊に籍を持ち、下士官づとめをしていた人ではないかと思わせる」と述べているが、こちらは実際の犯人には当てはまらなかった。
1964年12月18日、『四座講式の研究』が契機となって、春彦が監修した仏教音楽のレコード『真言声明』が、文化庁芸術祭レコード部門芸術祭賞を受ける。
1965年6月、小松清の世話で東京藝術大学音楽学部講師となる（1971年まで）。
1966年春、春日由三の出版記念会で安西愛子と再会し、交誼が始まる。のちに、愛子主宰の杉の子こども会の後援会長となる。
1968年2月から6月まで、ハワイ大学で客員教授として日本語について講じる。滞在中、自らの不注意から交通事故を起こして罰金刑を受ける。帰国後の12月、学園紛争のさなかに「テレビには出るが、大衆団交には一切出なかった」ことを左翼系学生たちから糾弾されたことで辞表を提出するも、このときは不受理となった。
1969年3月、学生運動の活発化にともない、多くの大学が妨害攻勢のため入学試験の実施を中止する中、東京外国語大学の入試を遂行すべく奮闘する。
1970年3月、辞表を再提出。今度は受理され、東京外国語大学を定年前に退職する。
1971年4月、京都産業大学外国語学部の教授に就任する。勤務先が京都になったことは嬉しかったが、京産大の学生たちは今一つだと感じたという。
1972年4月、上智大学講師となる（1974年3月まで）。
1974年4月、上智大学教授となる（1984年3月まで）。

### 日本語方言の権威として
1975年5月、日本琵琶学協会の会長となる。8月1日、小泉純一郎や桂三枝（現・六代 桂文枝）らと共に日本テレビのテレビ番組「異色歌手コンクール」に出演し、一等賞を受賞する（10月26日放映）。
1977年4月、池田弥三郎の世話で慶應義塾大学に招かれ、国文科で教える（1980年まで）。同年11月18日、紫綬褒章を受章する。この年、日本放送協会放送文化賞も受賞する。
1978年、東郷学園講師となる（1981年まで）。
1982年、国語学会代表理事となる（1985年まで）。
1983年3月25日、師である本居長世の伝記『十五夜お月さん』（1982年12月刊）で芸術選奨文部大臣賞（評論部門）を受賞する。同年11月15日には毎日出版文化賞を、11月19日には日本児童文学学会賞を受賞する。
1984年4月、武蔵野女子大学客員教授となる（1989年3月まで）。テレビ東京のテレビ番組「有名人カラオケ大会」で「人を恋ふる歌」を独唱し、優秀歌唱賞を受賞する。
1986年11月、勲三等旭日中綬章 叙勲。
1988年4月、フジテレビのテレビ番組森田一義アワー 笑っていいとも!金曜日にレギュラー出演する（同年9月まで）。
1989年4月、玉川大学客員教授となる（2002年3月まで）、津田塾日本語教育センター主席講師（のちに顧問）となる。同年4月24日、総理大臣官邸で開かれた芸術文化関係者との「懇親のつどい」で、「今の日本の政治は全然心配いらない。すぐれた文化が花開いた時代の政治はあまり芳しくなかったからだ。3％の消費税で大劇場などを作れば、後世の史家は日本文化の栄えた時代を道長、綱吉、竹下登の平成時代とみるだろう」と挨拶し話題となった。
1997年11月、文化功労者に選ばれる。
1998年、歌曲集『白いボート』を出版する。
2000年10月、『四座講式の研究』で密教学芸賞を受賞する。同年12月、1965年から別荘を構える山梨県大泉村の名誉村民に選ばれる。村の図書館（現在の北杜市金田一春彦記念図書館）に蔵書を寄贈したこともあり、生前に村役場前の街路が「金田一春彦通り」と名付けられた。
2001年、東京都名誉都民に選ばれる。6月23日、「長坂メセナの会」の主宰で山梨県長坂町の中央公民館にて春彦作曲の歌を歌う会が開催された。
2004年5月19日午前11時10分、クモ膜下出血のため甲府市の病院で死去、享年91歳。第46回日本レコード大賞特別功労賞を受賞する。瑞宝重光章追贈。墓所は多磨霊園（9区2種7側29番）。

### 随筆春秋との関わり

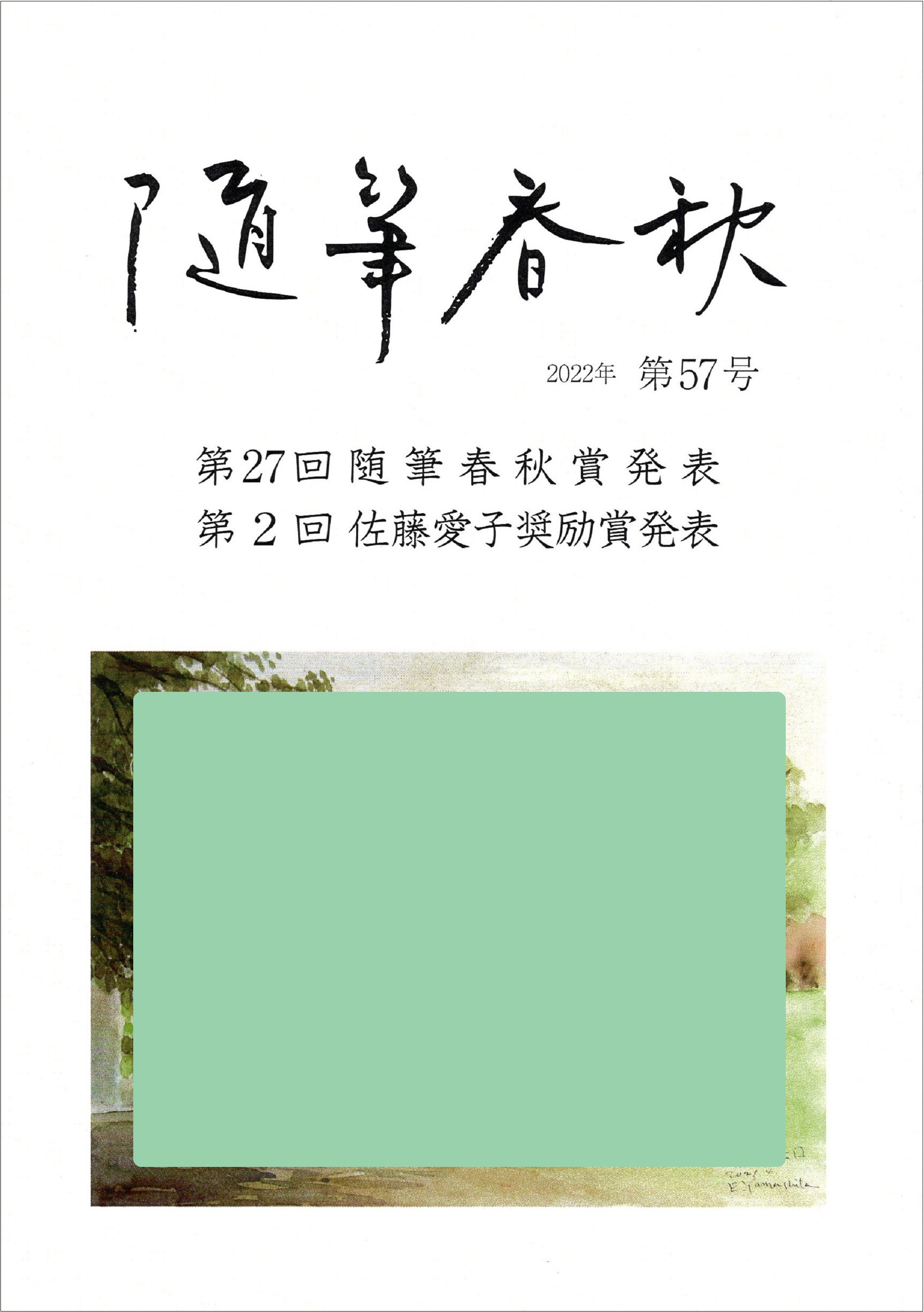
『随筆春秋』第57号（2022年3月）

純文学（エッセイ）の同人誌である、随筆春秋の指導者を黎明期から務めていた。また、その随筆春秋が毎年主催する随筆春秋賞の審査員も務めた。

## 主な業績
- 『類聚名義抄』から契沖や本居宣長に至る文献の四声を解釈し、平安時代から現代に至る京都語のアクセントの時代的変化を明らかにした[52]。
- 「カミ」「クシ」などの二音節名詞のアクセントを5つの群に分類し、日本国内のどこの方言でもこれら5種類のパターンの組み合わせで分類できることを明らかにし、また全国の方言アクセントについて平安時代京都アクセントからの変化過程を詳細に推論した[52]。
- 1950年に「国語動詞の一分類」を発表して日本語の動詞を4つの類型に分類し、アスペクト研究を飛躍的に発展させた。
- 国語辞典及び一般図書を含む著書において、国語学の普及のため、専門的な事項を丁寧かつ理解しやすい表現で記述した。ある学生向け古語辞典では、例文の現代語訳に外来語を用いたことがあるという。

## エピソード
春彦は幼いころから、父の京助に漢文の素読や習字で国語を教えられていたが、それを嫌っており、自分の子供とは友達のように共に楽しむことを大切にしていた。息子の秀穂が「金田一」の名の重圧に悩み、大学卒業後も就職せずにいたときも何も言わなかったが、秀穂が留学を希望すると、日本語教師になることを勧めた。これが秀穂の現在の仕事につながった。

## 著書

### 単著
- 『ことばの四季』（河出新書、1956年）
  - 『ことばの四季』教育出版〈Palbooks〉、1976年。
- 『話しコトバの技術』光風出版〈話しコトバ新書 第2〉、1956年。
  - 『話しコトバの技術』講談社〈講談社学術文庫123〉、1977年。ISBN 4061581236。
- 『日本語』（岩波新書、1957年／新版（上下巻）、岩波新書、1988年3月） - 135万部
- 『日本古典語典』（正続巻、東峰書院、1959年 - 1961年）
- 『邦樂古曲の旋律による國語アクセント史の研究 各論(1)：四座講式の研究』（博士論文、1961年／三省堂、1964年）
- 『日本語の生理と心理』（至文堂 (日本文学新書)、1962年）
- 『ことばの博物誌』（文藝春秋、1966年）
- 『新日本語論：私の現代語教室』（筑摩書房、1966年）
  - 『日本語教室』（ちくま学芸文庫、1998年6月、ISBN 4480084258）
- 『日本語音韻の研究』（東京堂出版、1967年）
- 『ことばの歳時記』（新潮文庫、1973年）
- 『国語アクセントの史的研究:原理と方法』（塙書房、1974年）
- 『日本の方言:アクセントの変遷とその実相』（教育出版、1975年／増補版、教育出版、1995年、ISBN 4316350013）
- 『日本人の言語表現』（講談社現代新書、1975年）
- 『日本語への希望』（大修館書店、1976年／新装版、大修館書店、1990年4月、ISBN 4469220701）
- 『ことばの四季』（教育出版、1976年）
- 『話し言葉の技術』（講談社学術文庫、1977年3月）
- 『父京助を語る』（教育出版、1977年11月）
- 『日本語方言の研究』（東京堂出版、1977年8月）
- 『童謡・唱歌の世界』（主婦の友社（Tomo選書）、1978年11月／教育出版、1995年9月、ISBN 4316367706）
- 『垣通しの花』（音楽鑑賞教育振興会、1980年10月）
- 『日本語の特質』（日本放送出版協会（新NHK市民大学叢書）、1981年6月）
- 『金田一春彦・日本語セミナー』（全6巻、筑摩書房、1982年 - 1983年）
  - 『金田一春彦・日本語セミナー 1 (日本語とは)』筑摩書房、1982年11月。
  - 『金田一春彦・日本語セミナー 2 (日本語のしくみ)』筑摩書房、1982年12月。
  - 『金田一春彦・日本語セミナー 3 (日本語の使い方)』筑摩書房、1983年1月。
  - 『金田一春彦・日本語セミナー 4 (方言の世界)』筑摩書房、1983年3月。
  - 『金田一春彦・日本語セミナー 5 (日本語のあゆみ)』筑摩書房、1983年8月。
  - 『金田一春彦・日本語セミナー 6 (正しい日本語)』筑摩書房、1983年12月。
- 『十五夜お月さん 本居長世 人と作品』三省堂、1982年12月。 NCID BN00293571。
  - 『十五夜お月さん 本居長世 人と作品』（普及版）三省堂、1983年3月。
- 『ケヤキ横丁の住人』（東京書籍、1983年11月）
- 『自然と人生：随筆』（三省堂、1991年10月）
- 『日本語は京の秋空』（スタジオ・シップ、1993年12月／小池書院、2009年6月、ISBN 9784862254795）
- 『我が青春の記』（北海道新聞社・東京新聞出版局、1994年12月、ISBN 4893637517・ISBN 4808305062）
- 『平曲考』（三省堂、1997年5月）
- 『白いボート：金田一春彦作曲集』（如月社 1998年9月）
- 『日本語音韻音調史の研究』（吉川弘文館、2001年、ISBN 4642085211）
- 『ホンモノの日本語を話していますか?』（角川書店（角川oneテーマ21）、2001年4月、ISBN 4047040266）
- 『日本語を反省してみませんか』（角川書店（角川oneテーマ21）、2002年1月、ISBN 4047040665)
- 『いい日本語を忘れていませんか：使い方と、その語源』（講談社+α新書、2002年10月、ISBN 4062721570）
- 『心にしまっておきたい日本語：忘れられない名文・秀句・子どもの歌』（ベストセラーズ（ベスト新書）、2003年2月、ISBN 4584120536）
- 『金田一先生が語る日本語のこころ』（学習研究社、2003年4月、ISBN 4054019331）
- 『金田一先生が語った言葉とこころ』（学習研究社、2005年10月、ISBN 4054027504）
- 『金田一春彦著作集』全13巻別巻1、玉川大学出版局、2003年 - 2006年

### 編著
- 『日本語の種々相』（大月書店、1955年）
- 『ことばの研究室』（全5巻、講談社、1978年2月）
- 『藤井清水歌曲集』（藤井清水歌曲集刊行会、1982年8月）
- 『学研現代新国語辞典』（学習研究社、1994年4月 - 2002年10月）
- 荻野知一原著『平家正節：青洲文庫本』（三省堂、1998年7月）

### 共著
- 『変わる日本語：現代語は乱れてきたか』（講談社、1981年11月）
- （芳賀綏）『古典おもしろ語典：日常「なにげなく使っている言葉」の語源散策ライブラリー』（大和出版、1986年11月）
- （大栗道栄）『四座講式：声明で語られた釈迦の物語』（新潮社、1992年2月）

### 共編著
- （見坊豪紀・山田忠雄）『明解国語辞典』（金田一京助監修、改訂53版、三省堂、1958年9月）
- （清水功・近藤政美）『平家物語総索引』（学習研究社、1973年）
- （三省堂編修所）『新明解古語辞典』（補注版(第2版)、三省堂、1974年）
- （鈴木重幸・藤井正・高橋太郎・吉川武時）『日本語動詞のアスペクト』（麦書房、1976年）
- （安西愛子）『日本の唱歌』（講談社文庫、1977年 - 1982年）
- （池田弥三郎）『学研国語大辞典』（学習研究社、1978年4月）
- （金田一秀穂）『学研現代新国語辞典』（学習研究社、2008年1月 - ）
- 『日本の名随筆 別巻 26 名前』 （作品社）1993.4
- 『クラウン学習国語百科辞典』
- 『小学国語辞典』

### 監修
- 『用例学習国語辞典』（学習研究社、1970年）
- 『日本語大辞典』（梅棹忠夫・阪倉篤義・日野原重明共同監修、講談社、1989年／カラー版、1989年）
- 『学研全訳古語辞典』（学習研究社、2003年12月）
- 『小学生まんが語源辞典』（学習研究社、2004年11月）

## 記念論集
- 金田一春彦博士古稀記念論文集　全3巻 三省堂 1983-84

## 出演

### テレビ番組
- 異色歌手コンクール. 1975年10月26日. 日本テレビ放送網.[46]
- 題名のない音楽会. 1977年. 日本教育テレビ.[54]
- すばらしき仲間. 1978年1月15日. 東京放送.[55]
- スポットライト. 1978年2月2日. 日本放送協会.[55]
- “第3回日本の博士50人クイズ”. 土曜スペシャル. 1980年9月20日. 日本テレビ放送網.[56]
- “第4回日本の博士50人クイズ”. 土曜トップスペシャル. 1982年1月16日. 日本テレビ放送網.[56]
- クイズ面白ゼミナール. 1982年6月6日. 日本放送協会.[56]
- “日本語再発見”. ＮＨＫ教養セミナー. 1982年4月22日. 日本放送協会.[57]
- 笑っていいとも!※（1988年4月〜9月）
- 愛川欽也の不思議ミステリーツアー

### コマーシャル
- シャープ，日本語ワープロ書院，1982年[56]
- サンマーク教育システム（1983年）

## 脚註

### 註釈
1. ↑  春彦が『浦和高等学校自治寮音頭』のために曲とともに作詞した歌詞は採用されなかった[23]。
2. ↑  京助が春彦に渡した服部四郎の論文2篇とは『東方アクセントと近畿アクセントの境界線について』と『国語諸方言のアクセント概観』であった[18]。
3. ↑  誤診というのは実は勘違いである。十数年間、うまく誤診させて除隊できたと思い込んでいたが、のちに別の医師から「若い頃に結核を患った痕跡がある」との診断を受け、当時の軍医の診断が正しかったことを初めて知ったというエピソードを、「笑っていいとも!」にレギュラー出演していた折、本人の口から披露している。
4. ↑  『中等国語』は京助が編集委員長とされているが、実は春彦が初版から七訂版まで編輯の中核を担った[32]。1950年の初版から十数年に渡り採択首位となった[33]。
5. ↑  春彦の博士論文『邦楽古曲の旋律による国語アクセント史の研究』は後年、『四座講式の研究』の題名で出版されたことから、春彦の博士論文を『四座講式の研究』と紹介する例も少なからずある[36]。
6. ↑  事件捜査において方言面から犯人の出身地を最終的に特定したのは鬼春人（当時東北大学文学部講師）で、1963年10月21日に「犯人は郡山市以南の南東北・北関東出身である」という説を新聞に発表[40]、さらに1965年2月に刊行した著書『吉展ちゃん事件の犯人 その科学的推理』（弘文堂）の中で、犯人の出身地を茨城・福島・栃木の3県が境界を接する地帯とし、実際の出身地をほぼ完全に言い当てた上、犯人の人物像についても「成人後も東北各地を転々としたり、東京下町に長期間居住もしくは出入りした人物」と指摘し、実際に近いものだった[41]。
7. ↑  小松清は小松耕輔の弟で、音楽評論家、フランス文学者[43]。